# Asimov’s Science Fiction
Asimov’s Science Fiction (ISSN 1065-2698) – amerykańskie czasopismo publikujące literaturę science fiction i fantasy. Nazwa pochodzi od pisarza Isaaca Asimova, który jednak nie był jego wydawcą ani redaktorem. Obecnie pismo, wydawane przez Dell Magazines, ukazuje się 10 razy w roku. 
Pismo rozpoczęło istnienie pod nazwą „Isaac Asimov’s Science Fiction Magazine” w 1977.  W styczniu 1992, na krótko przed śmiercią Asimova, czasopismo zostało kupione przez wydawnictwo Doubleday, a tytuł został skrócony.

## Redaktorzy naczelni
- George H. Scithers(inne języki), 1977-1982
- Kathleen Moloney, 1982
- Shawna McCarthy(inne języki), 1983-1985
- Gardner Dozois, 1986-2004
- Sheila Williams(inne języki), 2004-

## Polskie wydanie
Polskie wydanie ukazywało się w okresie grudzień 1991 – listopad 1992, wydawane przez wydawnictwo Temark pod nazwą „Isaac Asimov’s Science Fiction Magazine”. Redaktorami byli Anna Calikowska i Michał Wroczyński. Ukazało się 10 numerów pisma (dwa numery były podwójne: styczeń/luty 1992 i sierpień/wrzesień 1992). Ostatni, z listopada 1992, wyszedł już pod nazwą „Asimov’s Science Fiction”. Od trzeciego numeru pismo otrzymało numer ISBN.